# Современная христианская музыка

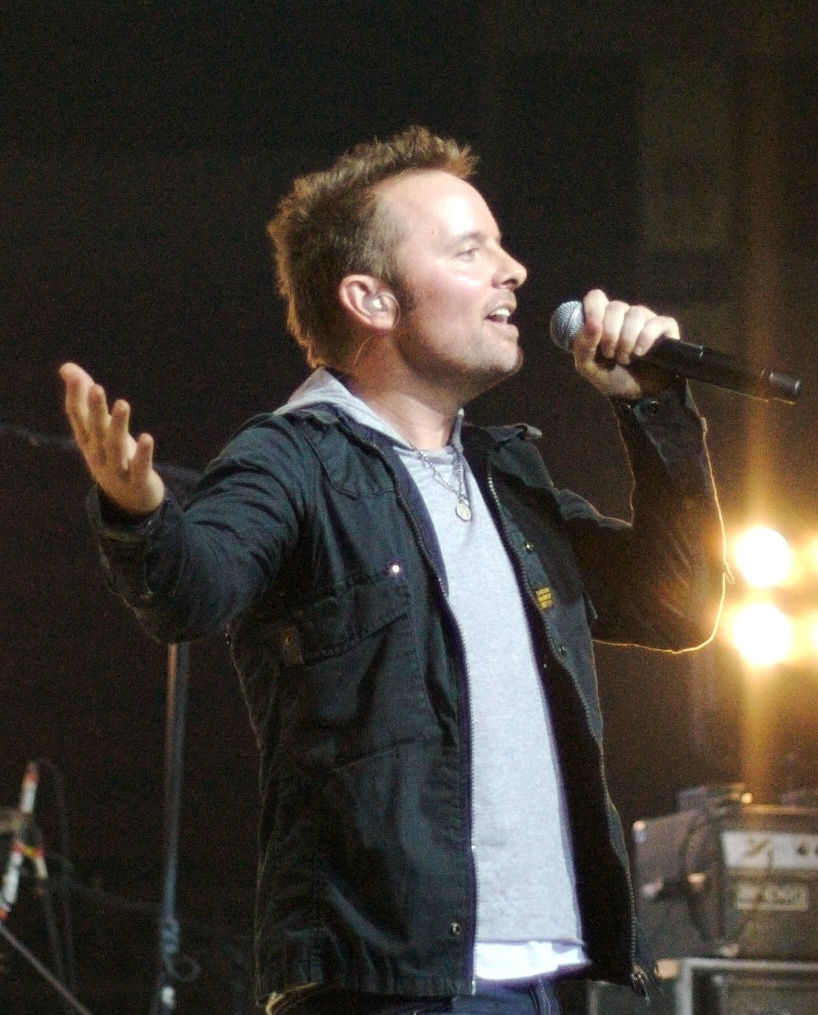
Крис Томлин

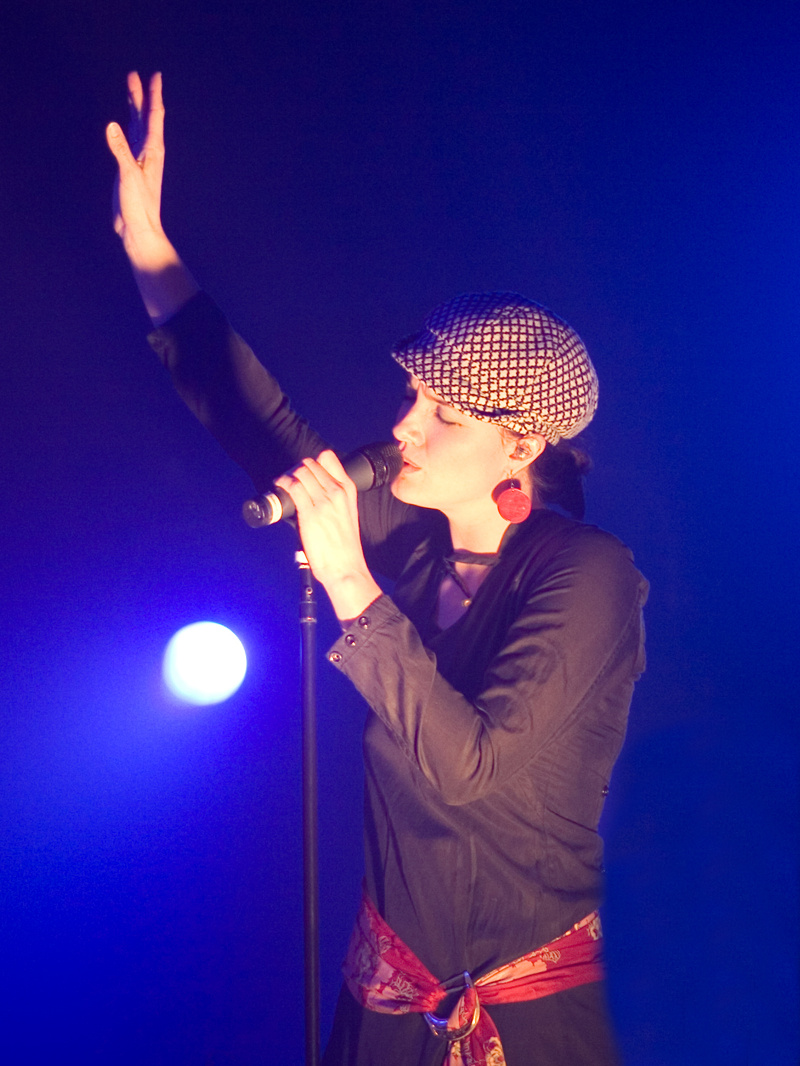
Ребекка Сент-Джеймс

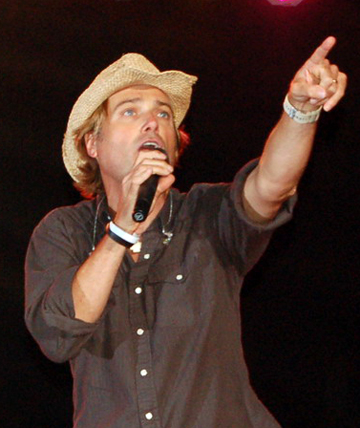
Майкл Уитакер Смит

Современная христианская музыка (англ. Contemporary Christian music, аббр. — CCM), реже Вдохновляющая музыка (англ. Inspirational music) — жанр популярной музыки, сосредоточенный на вопросах, связанных с Христианской верой. Зародившись в конце 1960-х годов в городе Нашвилл, Теннесси, современная христианская музыка получила наибольшую популярность в так называемых «красных штатах». Среди наиболее ярких представителей жанра можно отметить: Рича Маллинза, Эми Грант, Криса Томлина, Мишель Уильямс, Ребекку Сент-Джеймс, Майкла Уитакера Смита, группы BarlowGirl и Third Day, а также многих других.